# Michael Socha
Michael Socha, född den 13 december 1987, i Derby, är en brittisk skådespelare.
Socha har bland annat medverkat i filmen Papillion. I TV-serien Showtrial spelade han i den andra säsongen Justin Mitchell, en av seriens huvudpersoner. I BBC-produktionen What It Feels Like for a Girl spelade han Steve, en av seriens återkommande karaktärer.

## Filmografi (i urval)
- 2008 – Being Human (TV-serie)
- 2018 – Papillon
- 2024 – Showtrial (TV-serie)
- 2025 – Toxic Town (TV-serie)
- 2025 – What It Feels Like for A Girl (TV-serie)